# Téctamo
En la mitología griega Téctamo (en griego Τέκταμος: Téktamos, «artífice») o Téctafo (Τέκταφος, Téktaphos) era un hijo de Doro, el hijo de Helén, el que era hijo de Deucalión. Téctamo se hizo a la mar rumbo a Creta en compañía de eolios y pelasgos, se convirtió en rey de la isla, se casó con una hija innominada de Creteo (que se enmienda por Cres) y engendró a Asterio. Posteriormente ese Asterio, rey de Creta, se casó con Europa y, al no tener hijos, adoptó a los hijos de Zeus y les dejó la sucesión del reino: Minos, Sarpedón y Radamantis. Dicen que el tercer pueblo en pasar a la isla de Creta fue el que trajo consigo Téctamo; los dos pueblos anteriores fueron los pelasgos y antes que ellos los eteocretenses.
El historiador Ctesias, en una versión tardía, habla de un tal Téutamo (Τεύταμος, Teútamos), rey de los asirios, que tiene relación con Memnón, el hijo de Eos. Titono gobernaba la provincia de Persia para el rey asirio Téutamo, el señor de Príamo, quien puso a Memnón al mando de un millar de etíopes, un millar de susanos y doscientos carros.
| Predecesor: Meliseo | Reyes de Creta | Sucesor: Asterión |